# 86街車站 (BMT海灘線)
86街車站（英語：86th Street station）是紐約地鐵BMT海灘線的一個慢車地鐵站，位於布魯克林格雷夫森德86街及西七街交界，設有N線（任何時候停站）列車服務及W線（僅繁忙時段停站）的南行總站

## 車站結構
| G        | 街道層             | 街道屋、出入口 車站詢問處、MetroCard自動售票機 |
| P 月台層 | 側式月台，右側開門 | 側式月台，右側開門                             |
| P 月台層 | 北行               | 往迪特馬斯林蔭路（U大道）                      |
| P 月台層 | 北行快速           | 道床                                           |
| P 月台層 | 南行快速           | 無定期服務                                     |
| P 月台層 | 南行               | 往康尼島-斯提威爾大道（總站）                  |
| P 月台層 | 側式月台，右側開門 |                                                |

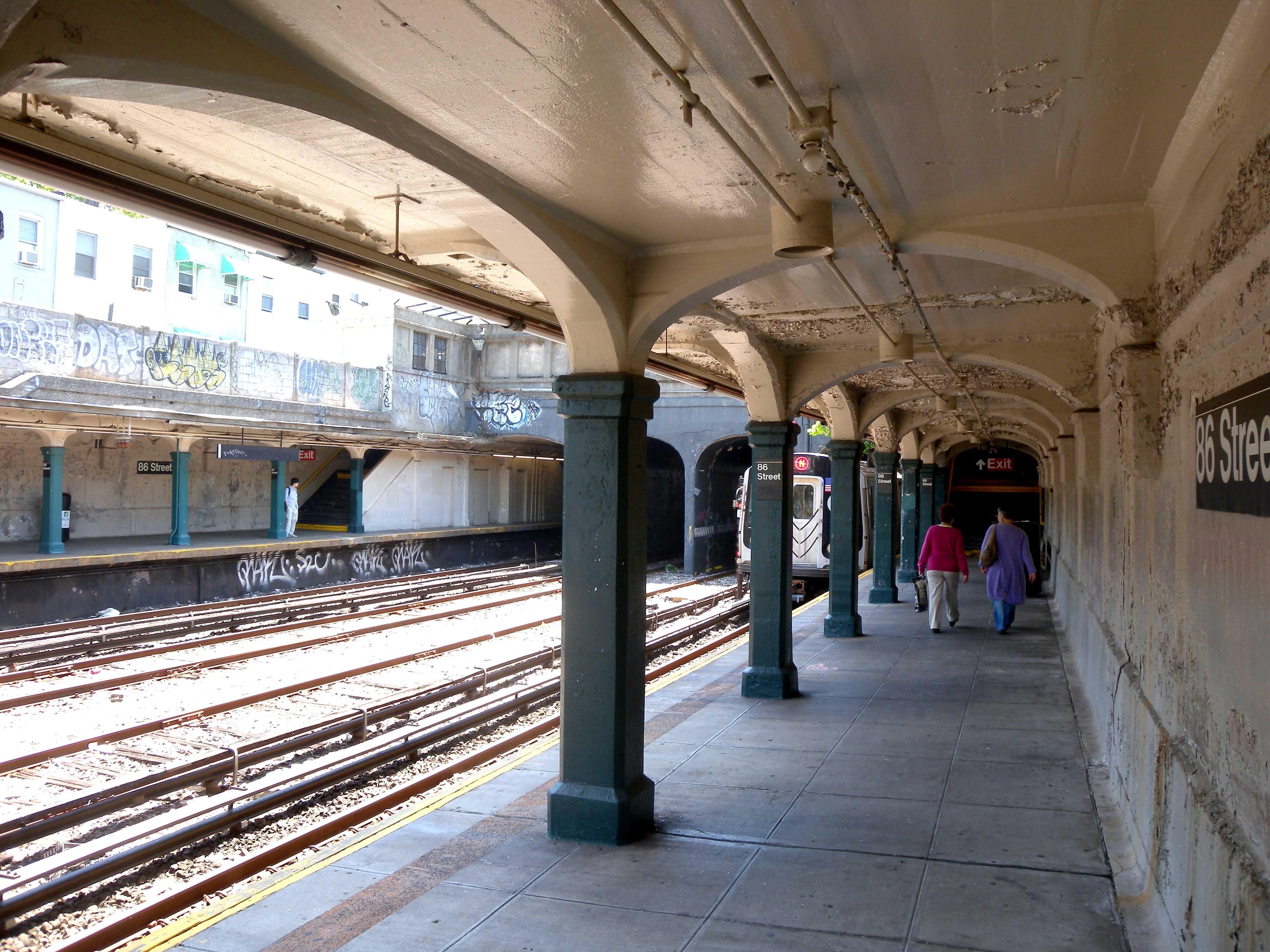
南行月台

此站設有兩個側式月台和四條軌道，兩條中央快車軌道正常情況下不使用，但可用於改道列車。車站以南，四條軌道匯成兩條，並設有前往康尼島複合
在康尼島方向月台設有一個不公開的建築物。如同其它BMT海灘線車站一樣，該月台相當破舊，並且可以看到油漆脫落的痕迹。該站的南側有一個工作人員專用的行人天橋，可以進入康尼島车辆段。此站以南，列車將離開切土段，並在地面行駛。部分月台位於86街街道下方。

## 外部連結
- nycsubway.org—BMT Sea Beach Line: 86th Street
- Station Reporter — N Train
- The Subway Nut — 86th Street Pictures（页面存档备份，存于）
- 86th Street entrance from Google Maps Street View（页面存档备份，存于）
- Platforms from Google Maps Street View (During 2016-2018 Rebuild)（页面存档备份，存于）
- Southern end of the platforms from Google Maps Street View（页面存档备份，存于）